# 사마보
사마 보(司馬保, 294년 ~ 320년)는 서진의 황족으로, 자는 경도(景度)이며, 사례 하내군 온현 사람이다. 사마의의 아우 사마규의 증손으로, 남양왕 사마모의 아들이자 동해왕 사마월의 조카이다. 민제가 한나라 군대에게 사로잡혀 서진이 멸망하자, 진왕을 참칭하여 자립하고, 낭야왕 사마예(원제)와 잠시 황제 자리를 놓고 다투었다. 시호는 원왕(元王)이다.

## 생애
사마보는 서진의 봉국인 남양국(南陽國)의 세자로 문채가 있고 책을 쓰는것을 좋아했다고 한다. 311년 부왕에 의해 서중낭장(西中郎將), 동강태위(東羌太尉)가 되어 상규(上邽)를 지키게 되었으며 이후 진주자사(秦州刺史)를 역임하였다. 동년 영가의 난이 일어나자 서진 회제가 전조에 붙잡히고 부왕 사마모도 전사했다. 312년 진왕 사마업(민제)이 장안에 임시정부를 세우고 남양왕세자인 사마보를 대사마(大司馬)로 책봉하였다.
313년, 사마보는 민제에 의해 낭아왕 사마예와 같이 우승상, 대도독, 도독 섬서제군사(陝西諸軍事)로 책봉되었다. 이후 315년 다시 상국으로 개봉되었다.
316년, 민제가 전조에 붙잡혀 사마진 황실이 멸망할 위기에 처하자 사마보는 제위에 오르고자 하였다. 그러나 사마예가 318년 먼저 즉위하자 사마보는 319년 자신을 진왕(晉王)이라 칭하고 건강(建康)으로 개원하여 사마예와 대립하였다.
320년, 자신의 부장인 장춘(張春), 양차(楊次)에게 붙잡혀 수감되었다가 곧 처형당했다. 장춘은 다른 황족인 사마첨(司馬瞻)을 진왕세자로 추대하였다. 사마보는 나약하고 결단력이 부족했으며 발기부전이 있어 아들을 낳지 못했다고 한다. 이후 사마보의 부하 진안(陳安)은 장춘과 양차를 죽이고 사마보를 천자의 예로 추시하여 시호 원(元)을 올렸다.
남북조시대의 인물 사마자여(司馬子如)는 사마보의 7세손을 자칭하였다.